# Base aérea Danilo Atienza
La Base Aérea Danilo Atienza (IATA: SGL, ICAO: RPLS) es una base militar utilizada por la Fuerza Aérea de Filipinas, situado en el extremo norte de la Península de Cavite en la bahía de Manila, en la isla de Luzón. Se encuentra junto a la ciudad de Cavite, en la provincia de Cavite.
El 1 de septiembre de 1971, la base estadounidense Estación Naval de Punta Sangley fue entregada a la Marina y la Fuerza Aérea de Filipinas, siendo rebautizada la instalación como Base Aérea de Punta Sangley. Los dos servicios operaron en forma conjunta la instalación.
Durante el intento de golpe de diciembre de 1989 la base fue capturada por militares rebeldes. Después de que la rebelión fue sofocada, el espacio fue rebautizado como Base Aérea Mayor Danilo Atienza en 1992.